# Consequence of Sound
Consequence of Sound (CoS) is een onafhankelijk Amerikaans Engelstalig online magazine. CoS bevat nieuws over en recensies van muziek, films en televisieprogramma's. De website beheert tevens de microwebsite Festival Outlook dat dienst doet als online database voor nieuws en geruchten rond muziekfestivals. In 2019 startte CoS het webradiostation Consequence of Sound Radio op TuneIn.
De naam van de website is afkomstig van Consequence of sounds, een nummer van Regina Spektor.

## Invloed
Consequence of Sound werd in 2013 door Technorati tot een van de invloedrijkste muziekwebsites gerekend. In 2010 benoemde About.com de website tot het beste muziekblog van het jaar, gebaseerd op Technorati's rangschikking en online vermeldingen van de website gedurende het jaar. In de lente van 2014 berekende Style of Sound dat Consequence of Sound het tweede invloedrijkste blog was.
In 2009 vermeldde Consequence of Sound dat Paul McCartney en The Killers zouden optreden op Coachella vóór de lineup werd aangekondigd.